# خانه نعمت الهی
خانه نعمت الهی مربوط به اواخر دوره قاجار است و در شیراز، خیابان لطفعلی خان زند، کوچه ۴۹، پلاک ۶ واقع شده و این اثر در تاریخ ۸ مرداد ۱۳۸۱ با شمارهٔ ثبت ۶۰۴۹ به‌عنوان یکی از آثار ملی ایران به ثبت رسیده است.